# Vera Chan Shannon
Vera Chan Shannon (chinesisch 岳亞欣 / 岳亚欣, Pinyin Yuè Yàxīn; * 19. August 1998) ist eine Leichtathletin aus Hongkong, die sich auf den Dreisprung spezialisiert hat und in dieser Disziplin den Landesrekord hält.

## Sportliche Laufbahn
Erste internationale Erfahrungen sammelte Vera Chan Shannon im Jahr 2023, als sie bei den Hallenasienmeisterschaften in Astana mit einer Weite von 12,57 m den fünften Platz belegte. Im Juli gelangte sie bei den Asienmeisterschaften in Bangkok mit 12,47 m auf Rang acht. Im August schied sie bei den World University Games in Chengdu mit 12,55 m in der Qualifikationsrunde aus und wurde dann bei den Asienspielen in Hangzhou mit 12,59 m Achte. Im Jahr darauf belegte sie bei den Hallenasienmeisterschaften in Teheran mit 12,73 m den siebten Platz und 2025 gelangte sie bei den Asienmeisterschaften in Gumi mit 12,10 m auf Rang neun.
In den Jahren von 2021 bis 2025 wurde Shannon Hongkonger Meisterin im Dreisprung.